# Петропавловка (Гафурійський район)
Петропа́вловка (рос. Петропавловка, башк. Петропавловка) — присілок у складі Гафурійського району Башкортостану, Росія. Входить до складу Буруновської сільської ради.
Населення — 3 особи (2010; 7 в 2002).
Національний склад:
- росіяни — 100%